# Артур (Небраска)
Артур (енгл. Arthur) град је у америчкој савезној држави Небраска.

## Демографија
По попису из 2010. године број становника је 117, што је 28 (-19,3%) становника мање него 2000. године.
| Група             | 2000.       | 2010.       |
| Белци             | 140 (96,6%) | 116 (99,1%) |
| Афроамериканци    | 0 (0,0%)    | 0 (0,0%)    |
| Азијати           | 1 (0,7%)    | 1 (0,9%)    |
| Хиспаноамериканци | 3 (2,1%)    | 0 (0,0%)    |
| Укупно            | 145         | 117         |